# Mawazine

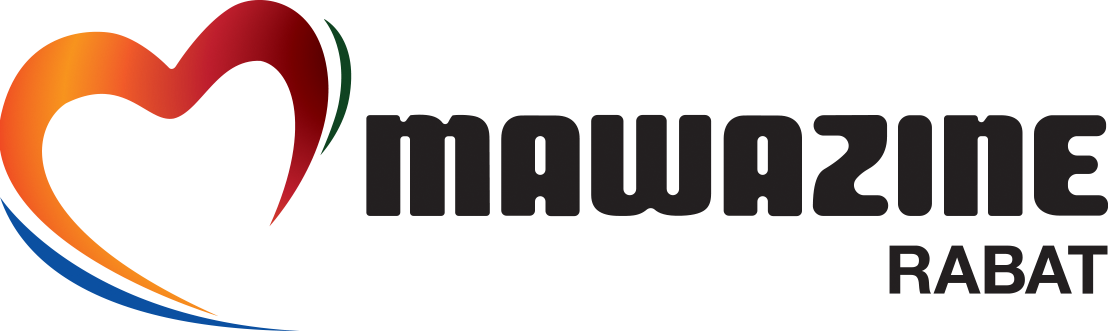
Logo von Mawazine

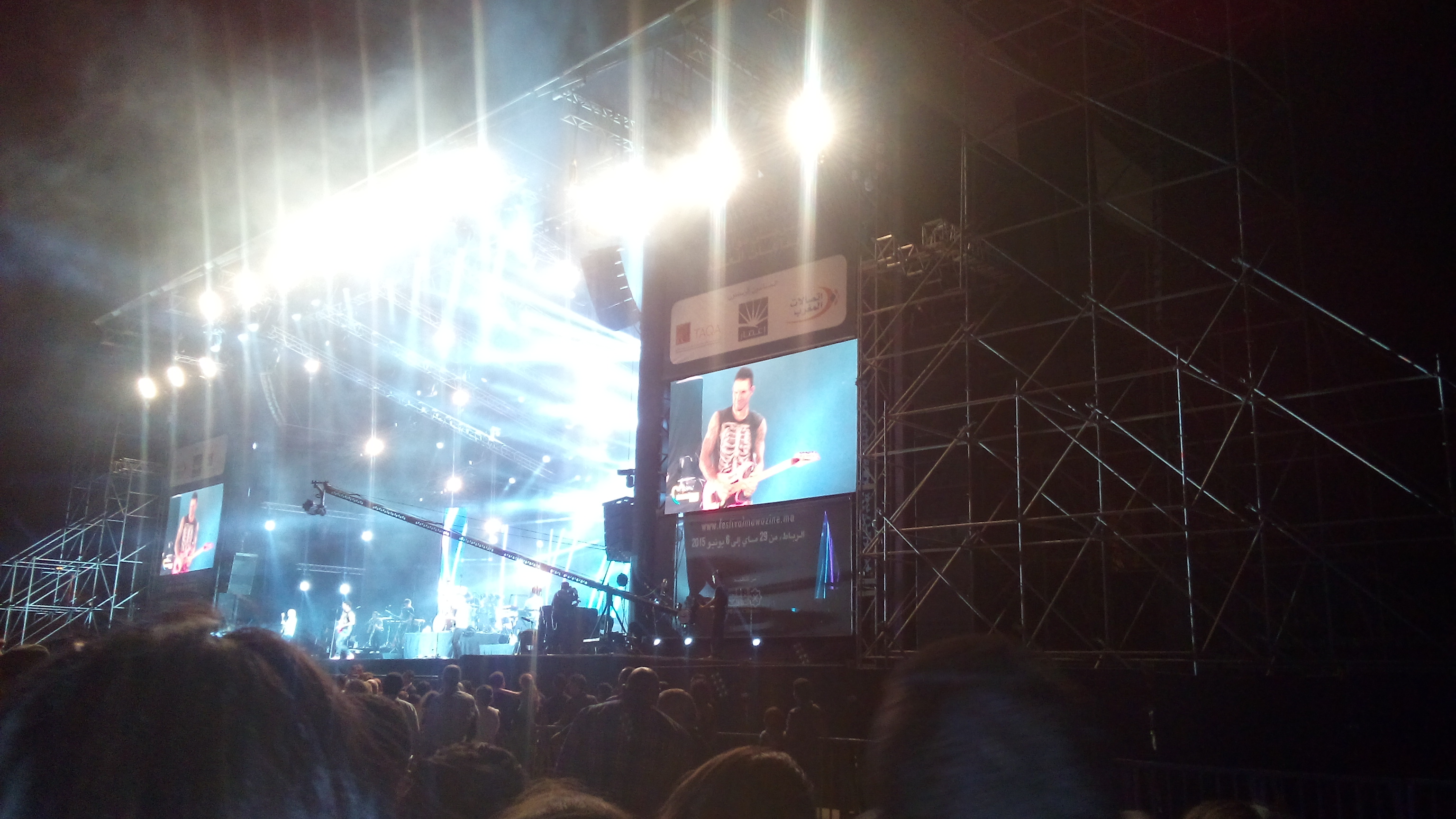
Maroon 5 auf dem Mawazine 2015

Mawazine (arabisch موازين, DMG mawāzīn, was „Rhythmen“ bedeutet) ist ein internationales Musikfestival, das jährlich in Rabat (Marokko) mit vielen internationalen und lokalen Musikern stattfindet. Es wird von Mounir Majidi geleitet, dem persönlichen Sekretär des marokkanischen Königs Mohammed VI. und Gründer und Präsident der „Marokko-Kultur“, der Kulturstiftung, die Mawazine und andere Veranstaltungen organisiert.
2018 wurde Mawazine lt. Veranstaltern von ca. 2,5 Mio. Menschen besucht; damit ist es nach dem Donauinselfest in Wien das weltweit zweitgrößte Festival. Mit rund 90 Acts auf sieben Bühnen hat es die höchste Künstlerzahl pro Bühne weltweit. Große Teile des Festivals sind kostenlos zugänglich.
Mawazine ist eine von mehreren Veranstaltungen, die das Image Marokkos als tolerante Nation fördern sollen, und ein Beitrag auf der Website der Veranstaltung erklärt, dass das Ziel des Festivals darin besteht, Rabat als eine der Welt offene Stadt zu bewerben. Dennoch hat es Kontroversen ausgelöst, und einige marokkanische Politiker haben das Event kritisiert, weil es „unmoralisches Verhalten fördert“ und seine angebliche Finanzierung durch marokkanische Staatsunternehmen oder Privatunternehmen, deren einziger Kunde der marokkanische Staat ist.
Künstler wie Future, Whitney Houston, Mariah Carey, Stevie Wonder, Shakira, Justin Timberlake, Jennifer Lopez, Enrique Iglesias, Christina Aguilera, Rihanna, Ricky Martin, Pharrell Williams, Wiz Khalifa, Pitbull, Kanye West, Scorpions, Avicii, David Guetta, Hardwell, The Chainsmokers, Maroon 5, The Jacksons, Chris Brown, Bruno Mars, Jason Derulo, Lenny Kravitz, The Weeknd, Kylie Minogue, Demi Lovato, Ellie Goulding, Sting, Elton John, Martin Garrix und undere sind bereits beim Mawazine aufgetreten.

## Geschichte
Das Festival hat zwei Epochen erlebt. Die erste erstreckte sich von 2001 bis 2007, als sie der Weltmusik gewidmet war. Die Veranstaltung hatte einige finanzielle Schwierigkeiten und konnte nur schwer Sponsoren finden. In der zweiten Ära, die 2008 begann, übernahm Mounir Majidi, der persönliche Sekretär des marokkanischen Königs, die Leitung der Veranstaltung. Während dieser Zeit begann das Festival, mehr Mainstream-Musik in sein Programm aufzunehmen, und ist finanziell viel stärker geworden, da viele Sponsoren von großen marokkanischen Unternehmen übernommen wurden. Die Presse berichtete, dass die Liste der Künstler, die an der Veranstaltung teilnehmen, von Mohammed VI. bestätigt wurde.

### Finanzierungskontroversen
In Marokko war die Finanzierung des Festivals oft Gegenstand von Kritik. Laut Kritikern wurde das Festival durch staatseigene Unternehmen wie CDG, OCP, ONCF und Royal Air Maroc finanziert, mit Geld, das ihrer Meinung nach besser in Sektoren wie Gesundheit/Bildung/Arbeitslosigkeit ausgegeben werden hätte können. Im Jahr 2011 erklärte das Management von Mawazine, dass das Budget des Festivals rund 62 Millionen Dirhams (entspricht ca. 5,75 Mio. Euro) beträgt, von denen 27 Millionen von Sponsoren und 35 Millionen aus Einnahmen der Veranstaltung stammen. Sie fügten hinzu, dass nur 4 Millionen Dirham vom Stadtrat von Rabat zur Verfügung gestellt werden.
JLEC (Jorf Lasfar Energy Company), eine marokkanische Tochtergesellschaft von Taqa, trat 2010 als Hauptsponsor der Veranstaltung auf der offiziellen Website des Festivals auf. Im Januar 2011 erklärte Peter Barker-Homek, CEO von Taqa zwischen 2006 und Oktober 2009, in einem Schreiben an die Securities Exchange Commission, dass er angewiesen wurde, 5 Millionen Dollar/Jahr an Hassan Bouhemou, CEO von SNI (Holdinggesellschaft unter der Kontrolle der marokkanischen Königsfamilie) zu spenden, die Summe sollte angeblich zur Finanzierung des Musikfestivals verwendet werden. In dem Brief erklärt Barker, dass er vom Nutzen einer solchen Spende nicht überzeugt sei, und erkundigte sich beim Vorsitzenden al-Suwaidi nach ihr, letzterer erklärte, dass Taqa gegen die Zahlung grünes Licht für den Ausbau seines Energiewerks im Land erhalten werde. JLEC hat einen 30-jährigen Vertrag mit dem wichtigsten marokkanischen Stromverteiler ONE und liefert laut seinem Management bis zu 50 % des Strombedarfs des Landes.
Hassan Bouhemou leugnete, in irgendeiner Weise an der Organisation des Festivals oder seiner Leitung beteiligt gewesen zu sein und Aziz Daki, Direktor des Festivals, erklärte, dass die von Barker gemeldeten Beträge falsch seien. Laut Telquel spendete JLEC 10 Millionen Dirhams an Mawazine und ersetzte damit die emiratische Firma Maabar als Hauptsponsor der Veranstaltung im Jahr 2010.

### Massenpanik 2009
Während des Festivals kurz nach Mitternacht am 24. Mai 2009 wurden im „Hay Nahda Stadion“ bei einer Massenpanik elf Menschen getötet und vierzig verletzt. Der Vorfall ereignete sich, als die Zuschauer am Ende eines kostenlosen Konzertes des marokkanischen Popstars Abdelaziz Stati versuchten, die Veranstaltung in Eile zu verlassen. Bei diesem Versuch brach ein Drahtzaun zusammen und gefährdete das Leben der 70.000 Zuschauer. Das Konzert hatte erst um 23:00 Uhr begonnen, später als angekündigt, was dazu führte, dass die Teilnehmer anderer Konzerte, darunter eines von Stevie Wonder, nach Abschluss ihrer Konzerte ins Stadion gingen.
Acht der Opfer wurden schwer verletzt. Fünf der Toten waren Frauen, vier Männer und zwei Jugendliche. Sie wurden alle entdeckt, nachdem die Massenpanik zu Ende war, und es wurde festgestellt, dass sie durch Ersticken getötet worden waren. Überlebende mussten von Rettungskräften aus dem Wrack geholt werden. Die Toten waren alle marokkanischer Herkunft. Am nächsten Tag waren noch sieben Personen im Krankenhaus.
Hassan Lamrani, der Gouverneur von Rabat, gab den Konzertbesuchern die Schuld an der Massenpanik und sagte, dass sie „beschlossen hatten, über die Metallbarrieren zu gehen, um einen schnellen Ausgang zu haben“. Während der Veranstaltung waren 3.000 Polizisten im Einsatz. Maroc Cultures gab eine Erklärung heraus, in der sie „ihre große Trauer“ zum Ausdruck brachte und „ihr tiefes und aufrichtiges Beileid“ an die von der Tragödie Betroffenen weitergab. Auch König Mohammed VI. sandte den Familien der Betroffenen Kondolenzschreiben und bot an, für Bestattungsdienste und Krankenhauskosten aufzukommen. Das marokkanische Innenministerium hat angekündigt, den Vorfall zu untersuchen.

## 2008
2008 wurde Mawazine von 1,2 Millionen Menschen besucht und fand an neun Orten in Rabat statt.
An dem Festival nahmen viele Künstler aus der ganzen Welt teil, darunter Whitney Houston, Juanes, Goran Bregovic, George Benson, Hoba Hoba Spirit, Tony Allen und Issac Delgado.

## 2009
Das Festival im Jahr 2009, eine neuntägige Veranstaltung mit dem Titel „Rhythmen der Welt“, war die achte Ausgabe, die am 15. Mai begann und eine Million Menschen aus Städten wie Casablanca, Marrakesch, Fes und Tanger nach Rabat lockte. Der Eintritt kostete zwischen 100 und 500 Dirhams (10 bis 50 Euro). Im Jahr 2009 traten 1700 Künstler auf.
Die drei Eröffnungstage brachten Künstler wie Kylie Minogue, Alicia Keys, Stevie Wonder, K’naan, Warda Al-Jazairia und Johnny Clegg nach Rabat.
Das Festival begann mit einem Konzert von Ennio Marricone, begleitet von einem marokkanischen Chor mit neunzig Mitgliedern, auf der Bühne von Bouregreg. Es folgte eine Kylie Minogue-Performance auf der OLM Souissi-Bühne. Khaleds Konzert wurde von 50.000 Menschen besucht, während 40.000 und 30.000 Besucherzahlen für Kylie Minogue bzw. Warda registriert wurden. Stevie Wonder schloss das Festival mit einem Auftritt am 23. Mai.

## 2010
Die neunte Ausgabe von Mawazine fand vom 21. Mai bis 29. Mai 2010 statt. Elton John und B.B. King traten am 26. bzw. 27. Mai auf der OLM Souissi Bühne auf. Julio Iglesias trat am 23. Mai auf. Sting schloss das 10-tägige Festival mit einer Performance am 29. Mai 2010. Weitere Künstler waren unter anderem Mika, Harry Connick Jr., Thievery Corporation, Al Jarreau, Deolinda, Angélique Kidjo und Carlos Santana.
Außerdem traten auch viele im arabischen Raum bekannte Künstler auf wie Najwa Karam, Tamer Hosny, Elissa, Wael Jassar, Majida El Roumi, Myriam Fares, Rami Ayach.
Der „Generation Mawazine“-Wettbewerb fördert die musikalische Karriere vielversprechender junger Talente. Dieser künstlerische Wettbewerb, der seit 2006 als Rahmenprogramm des Festivals durchgeführt wird, will die Talente von morgen finden und bietet ihnen ein wichtiges Sprungbrett in die Musikbranche. Dieser Wettbewerb, der für alle Musikstile offen ist, bietet jungen Talenten die Bühne und wird in drei vordefinierten Kategorien bewertet: Rap/Hip-Hop, Fusion/Neopop und elektronische Musik. Diese Initiative gibt unbekannten Bands die Möglichkeit, in einem professionellen Umfeld vor Publikum und Medien aufzutreten. Die Gewinnergruppen starten ihre Karriere in Marokko, produzieren ein Album und treten beim Festival im folgenden Jahr als etablierte Künstler auf.

## 2011
Die zehnte Auflage fand vom 20. bis 28. Mai 2011 im OLM Souissi statt. Die Show wurde am Freitag mit traditionellen und internationalen Künstlern eröffnet. Es folgten namhafte Auftritte von Kanye West und dem Spanier Ivica pica am 21. und der englischen Pogirls-Gruppe Sugababes am 22. Juni. In den folgenden Tagen traten Größen wie Yusuf Islam, Quincy Jones, Joe Cocker und Lionel Richie auf. Die Veranstaltung wurde wieder aufgehellt, als am letzten Tag Shakira neben dem Schweizer DJ und Produzenten Yves Larock zu Gast war. Shakira's Auftritt erreichte über 200.000 Zuschauer.

## 2012
Die elfte Ausgabe fand vom 18. Mai bis 26. Mai 2012 im OLM Souissi sowie auf weiteren Bühnen in Rabat statt. Die Show wurde am Freitag mit LMFAO während der Sorry For Party Rocking Tour eröffnet. Weitere Folgeauftritte waren von Pitbull (Planet Pit World Tour), Evanescence (Evanescence Tour), Scorpions (Get Your Sting und Blackout World Tour), Jimmy Cliff, Nigel Kennedy, DJ Khaled, Gloria Gaynor (im Mohammed V. Theater), Lenny Kravitz, der seinen Geburtstag auf der Bühne verbrachte und der historische Auftritt von Mariah Carey (exklusives Konzert).

## 2013
Mawazine fand von 24. Mai bis 1. Juni statt.
Internationale Stars auf der Bühne von OLM Souissi: Rihanna eröffnete das Festival im Rahmen ihrer Diamonds World Tour; sie schrieb Geschichte, indem sie vor einer der größten Menschenmassen aller Zeiten vor 150.000 Menschen auftrat. Dies war ein Patt mit der Shakira's Performance 2011 in Bezug auf die Anzahl der Zuschauer. Weitere Künstler waren Jessie J (Nice to Meet You Tour), MIKA, The Jacksons (Unity Tour), David Guetta, Deep Purple (Now What? World Tour), Enrique Iglesias (Enrique Iglesias India Tour) mit dem marokkanisch-schwedischen Popstar Loreen, R&B-Sänger CeeLo Green und Taio Cruz.
Arabische bzw. orientalische Stars waren unter anderem: Walid Taoufic, Bouchra Khalid, Mohamed Mounir, Rabab, Cheb Mami, Zakaria Ghafouli, und Ahlam.

## 2014
Mawazine wurde in diesem Jahr von 30. Mai bis 7. Juni abgehalten. Viele Künstler traten mit Justin Timberlake bei der Eröffnung (The 20/20 Experience World Tour) am 30. Mai auf, die seinen ersten Auftritt in Marokko markierte, Jason Derulo im Rahmen der Tattoos World Tour am 31. Mai, die französische Hip-Hop-Gruppe IAM am 1. Juni, der belgische Hausproduzent und Sänger Stromae bei der Promotion seines neuen Albums Racine Carrée am 2. Juni, Kool & the Gang am 3. Juni und der R&B-Künstler Ne-Yo am 4. Juni. Robert Plant, der ehemalige Sänger von Led Zeppelin mit seiner neu gegründeten Band The Sensational Space Shifters am 5. Juni, der Latino-Künstler Ricky Martin am 6. Juni und das Finale dieser Saison übernahm die R&B-Diva Alicia Keys am 7. Juni.

## 2015
In diesem Jahr verzeichnete das Mawazine Festival neue Besucherrekorde. 160.000 Menschen besuchten das Konzert der amerikanischen Sängerin Jennifer Lopez zur Eröffnung des Festivals, und 180.000 Menschen besuchten das Pharrell-Williams-Konzert am 30. Mai. Das Konzert von Avicii zog am Montag, den 1. Juni, über 200.000 Festivalbesucher auf der OLM Soussi-Bühne in Rabat an.
| Datum               | Bühnen            | Bühnen                                          | Bühnen                       | Bühnen                                                                                         | Bühnen                      | Bühnen                                    | Bühnen                                          |
|                     | OLM Souissi       | Nahda                                           | Bouragrag                    | Salé                                                                                           | La Renaissance              | Chellah                                   | Théatre Mohammed V                              |
| ------------------- | ----------------- | ----------------------------------------------- | ---------------------------- | ---------------------------------------------------------------------------------------------- | --------------------------- | ----------------------------------------- | ----------------------------------------------- |
| Freitag, 29. Mai    | Jennifer Lopez    | Khalid Hajar / Ghazi El Amir / Saad Sattar      | Temenik Electric             | Bawss & Soultana / Khawla El Moujahed / Khansa Batma / Oum                                     |                             |                                           |                                                 |
| Samstag, 30. Mai    | Pharrell Williams | Assala                                          | Yuri Buenaventura            | Nidal Ibourk / Moataz Abou Zouz / Aziz Al Maghribi / Mohamed Adly / Orchestre Ashjan Al Awetar |                             | Srishti – Nina Rajarani / Dance Creations | Nihad Fathi / Orchestre Hafni                   |
| Sonntag, 31. Mai    | Sean Paul         | Amal Maher                                      | P-Square                     | Najat Al Houceimiya / Imghrane / Mustapha Oumguil                                              |                             | Débora Russ                               | Magida El Roumi                                 |
| Montag, 1. Juni     | Avicii            | Maher Zain                                      | Daara J Family               | Melimane / Ibham Band / Issam & Abidate Rma / Essiham                                          | Malek                       | Carmen Souza                              | Flavia Coelho                                   |
| Dienstag, 2. Juni   | Placebo           | Elissa                                          | Black M                      | Gnawa Stone / Gnawa Click / Lamaalam Mahmoud Guinea                                            | Les Frères & Les Fils Akkaf | Maria Berasarte                           | Barbara Hendricks                               |
| Mittwoch, 3. Juni   | Akon              | Melhem Zein                                     | Yannick Noah                 | Babel / Rwapa Crew / Hassan Al Maghribi / Farid Ghannam / Mazagan & Hamid El Hadri             | Haim Botbol                 | Lo Cor De La Plana                        | Mesut Kurtis                                    |
| Donnerstag, 4. Juni | Sting             | Nabil Shuail                                    | Les Ambassadeurs             | Draganov / AZ Flow / Shayfeen / Chouft'Chouf / Fnaire                                          |                             | Luis De La Carrasca: Lo Essential         |                                                 |
| Freitag, 5. Juni    | Usher             | Dounia Batma / Ibtissam Tiskat / Fadwa Al Malki | Aziz Sahmaoui & Mamani Keita | Africa United / The Basement / Cheb Simo                                                       | Batoul Marouani             | Katerina Fotinaki                         | Dorsaf Hamdani                                  |
| Samstag, 6. Juni    | Maroon 5          | Wael Kfoury                                     | Metá Metá                    | Daoudi / Tahour                                                                                |                             | Özlem özdil                               | Bajeddoub / Abderrahim Souiri / Orchestre Debbi |

## 2016
Die 15. Ausgabe von Mawazine fand vom 20. bis 28. Mai 2016 statt. Der US-amerikanische Sänger Chris Brown und die australische Rapperin Iggy Azalea traten am 20. bzw. 21. Mai auf der OLM Souissi-Bühne auf. Pitbull trat vor 130 000 Fans auf und Saad Lamjerrad trat vor 140 000 Menschen auf der Nahda-Bühne auf. Der niederländische DJ Hardwell trat ebenfalls vor 180 000 Zuschauern beim Festival auf. Die Sängerin Christina Aguilera beendete das Festival mit ihrem Auftritt am 28. Mai.
| Datum               | Bühnen             | Bühnen         | Bühnen                       | Bühnen                                              | Bühnen                                   | Bühnen             | Bühnen |
|                     | OLM Souissi        | Nahda          | Bouragrag                    | Salé                                                | Chellah                                  | Théatre Mohammed V |        |
| ------------------- | ------------------ | -------------- | ---------------------------- | --------------------------------------------------- | ---------------------------------------- | ------------------ | ------ |
| Freitag, 20. Mai    | Chris Brown        | Diana Haddad   | Rokia Traoré                 | Hatim Idar, Mohammed Reda und Zinab Oussama         |                                          | Kadhim Al-Sahir    |        |
| Samstag, 21. Mai    | Iggy Azalea        | Melhem Barakat | Marcus Miller                | DJ K-Rim, Rhany und Saïda Fikri                     | Alireza Ghorbani                         | Alma de Tango      |        |
| Sonntag, 22. Mai    | Wyclef Jean        | Myriam Fares   | National Orchestra of Barbes | Ahouzar, Fatima Tachtoukt und Najat Tazi            | Noëmie Waysfeld                          | Le Trio Joubran    |        |
| Montag, 23. Mai     | Maître Gims        | Hatem Al-Iraqi | Omar Sosa & Friends          | Aminux, Sami Ray und Kader Japonais                 | The Musicians of Cairo                   | Natacha Atlas      |        |
| Dienstag, 24. Mai   | Kendji Girac       | Yara           | Bombino                      | Hoba Hoba Spirit, Gabacho Maroc und Darga           | Ines Bacán, Majid Bekkas und Pedro Soler | Qawwali Flamenco   |        |
| Mittwoch, 25. Mai   | Hardwell           | Assi El Helani | Faiz Ali Faiz                | Alamri, Hajib und Abdelaziz Stati                   | Antonio Castrignanò                      | Imany              |        |
| Donnerstag, 26. Mai | Shaggy             | Sherine        | The Afrobeat Experience      | Muslim, H-Kayne, und H-name                         | Souffles Quartet                         | Paco Renteria      |        |
| Freitag, 27. Mai    | Pitbull            | Saad Lamjarred | Ernest Ranglin & Friends     | Douzi, Rachid Berriah und Rachid Casta              | Kakushin Nishihara und Gaspar Claus      | El Gusto           |        |
| Samstag, 28. Mai    | Christina Aguilera | Saber Rebaï    | Mokhtar Samba                | Najat Aatabou, Bilal El Maghribi und Hamid El Mardi | Houria Aïchi                             | Safwan Bahlawan    |        |

## 2017
Die 16. Edition von Mawazine fand von 12. bis 20. Mai 2017 statt.
| Datum               | Bühnen                | Bühnen                           | Bühnen                          | Bühnen                                                                                      | Bühnen                         | Bühnen                | Bühnen |
|                     | OLM Souissi           | Nahda                            | Bouragrag                       | Salé                                                                                        | Chellah                        | Théatre Mohammed V    |        |
| ------------------- | --------------------- | -------------------------------- | ------------------------------- | ------------------------------------------------------------------------------------------- | ------------------------------ | --------------------- | ------ |
| Freitag, 12. Mai    | Ellie Goulding        | Sami Yusuf                       | Panache Culture                 | Fatima Zohra Laaroussi Tahour Latifa Raafat Mustapha Regragui's Orchestra Abderrahim Souiri |                                | Charles Aznavour      |        |
| Samstag, 13. Mai    | Wiz Khalifa           | Majid al-Muhandis                | MHD                             | Rabah Mariwri Fatima Tabaamrant Mustapha Oumghil                                            | Vakia Stravrou                 | Badr Rami             |        |
| Sonntag, 14. Mai    | Chic mit Nile Rodgers | Nawal Al Zoghbi                  | Amadou & Mariam                 | Hamid Bouchnak Cheba Maria Cheb Kader                                                       |                                | Eleftheria Arvanitaki |        |
| Montag, 15. Mai     | Ms. Lauryn Hill       | Mohamed Al Salem Hussein El Deek | Bonga                           | Hamid El Kasri Mehdi Nassouli Mustapha Bakbou                                               | Maqâm Roads                    | Anoushka Shankar      |        |
| Dienstag, 16. Mai   | Booba                 | Fares Karam                      | Ibibio Sound Machine            | Hamid Serghini Zina Daoudia Five Stars                                                      | Trio Chicuelo & Marco Mezquida | Charles Aznavour      |        |
| Mittwoch, 17. Mai   | DJ Snake              | Najwa Karam                      | Baloji                          | Batoul El Merouani Cherkani Orchestra Rachida Talal Saida Charaf                            | Agathe Iracema                 | Susana Baca           |        |
| Donnerstag, 18. Mai | Nick Jonas            | Tamer Hosny                      | Pat Thomas & Kwashibu Area Band | La Fouine Masta Flow Don Bigg                                                               | Stella Gonis                   | Lotfi Bouchnak        |        |
| Freitag, 19. Mai    | Demi Lovato           | Asma Lamnawar Hatim Ammor        | Calypso Rose                    | Issam Kamal Ribab Fusion Farid Ghannam                                                      | Saodaj'                        | Rafael Amargo         |        |
| Samstag, 20. Mai    | Rod Stewart           | George Wassouf                   | Alpha Blondy                    | Mustapha Bourgogne Haj Abdelmoughit Abdellah Daoudi                                         | Elida Almeida                  | Jahida Wehbe          |        |

## 2018
Das 17. Mawazine-Festival fand von 22. bis 30. Juni 2018 statt. Folgende Künstler traten auf:
| Datum                | Bühnen           | Bühnen                      | Bühnen                                    | Bühnen                                                   | Bühnen                             | Bühnen                                          | Bühnen                                                                      |
|                      | OLM Souissi      | Nahda                       | Bouragrag                                 | Salé                                                     | Chellah                            | Théatre Mohammed V                              | Arteries of Rabat (Auf den Straßen Rabats)                                  |
| -------------------- | ---------------- | --------------------------- | ----------------------------------------- | -------------------------------------------------------- | ---------------------------------- | ----------------------------------------------- | --------------------------------------------------------------------------- |
| Freitag, 22. Juni    | Martin Garrix    | Kadim Al Sahir              | Ebo Taylor                                | Cravata Reem Ihab Amir                                   |                                    | Ara Malikian                                    |                                                                             |
| Samstag, 23. Juni    | French Montana   | Saad Ramadan Marwan Khoury  | Oumou Sangaré                             | Nadia Laaroussi Badr Soultan Ibtissam Tiskat             | Alireza Ghorbani                   | Hiba Tawaji Musical direction - Oussama Rahbani | Timing Boys Batacuda „Farkat Oulad Al Ouaket“ Groupe Soleil „Farkat Ashems“ |
| Sonntag, 24. Juni    | Jamiroquai       | Melhem Zein Rouwaida Attieh | Las Maravillas Del Mali                   | Tarik Farih Maâlem Hassan Boussou Nass El Ghiwane        | Patrizia Laquidara                 | Babylone                                        | Timing Boys Batacuda „Farkat Oulad Al Ouaket“ Groupe Soleil „Farkat Ashems“ |
| Montag, 25. Juni     | Niska Damso      | Bosy Hamaki                 | Tshegue Chronixx                          | Lahoucine Ait Baamrane Aziz Al Maghribi Zakaria Ghafouli | El Amir                            | Fernando Egozcue Ensamble                       | Timing Boys Batacuda „Farkat Oulad Al Ouaket“ Groupe Soleil „Farkat Ashems“ |
| Dienstag, 26. Juni   | The Chainsmokers | Ameer Dandan Wael Jassar    | Rilès                                     | Khadija Atlas Mehdi Weld Hadjid Hajib                    | Trio Andaaz                        | London Community Gospel Choir                   | Timing Boys Batacuda „Farkat Oulad Al Ouaket“ Groupe Soleil „Farkat Ashems“ |
| Mittwoch, 27. Juni   | Bruno Mars       | Saber Rebai                 | Sidiki Diabaté                            | Abdelali Sahraoui Abidat Rma Najat Aâtabou               | Maria Berasarte                    | Souad Massi                                     | Groupe Gnawa Art Lux „Farkat Fania Gnawa Lux“ Colokolo                      |
| Donnerstag, 28. Juni | Texas            | Aminux Nancy Ajram          | Orchestre Poly-Rythmo de Cotonou          | DJ Hamida H-Kayne Muslim                                 | Sepideh Raissadat                  | Majida El Roumi                                 | Groupe Gnawa Art Lux „Farkat Fania Gnawa Lux“ Colokolo                      |
| Freitag, 29. Juni    | The Weeknd       | Ahmed Chiba Douzi           | Seun Kuti & Egypt 80 featuring Yasiin Bey | Imad Benomar Nouamane Belaiachi Tiiw Tiiw                | Katerina Fotinaki & Eva Atmatzidou | Maria Toledo                                    | Groupe Gnawa Art Lux „Farkat Fania Gnawa Lux“ Colokolo                      |
| Samstag, 30. Juni    | Luis Fonsi       | Ahlam                       | Tiken Jah Fakoly                          | Statia Said Senhaji Stati                                | Sabry MOSBAH                       | Marwa Naji                                      | Groupe Gnawa Art Lux „Farkat Fania Gnawa Lux“ Colokolo                      |